# آملین
آملین (به انگلیسی: Ammeline) با فرمول شیمیایی C۳H۵N۵O یک ترکیب شیمیایی با شناسه پاب‌کم ۱۲۵۸۳ است. که جرم مولی آن ۱۲۷٫۱۱ g/mol می‌باشد. شکل ظاهری این ترکیب، پودر سفید است.